# نيقولاي رادتشينكو
نيقولاي رادتشينكو هو لاعب كرة قدم روسي في مركز الدفاع، ولد في 15 نوفمبر 1995 في خاباروفسك في روسيا. لعب مع نادي سكا خاباروفسك.